# Lament Opatowski

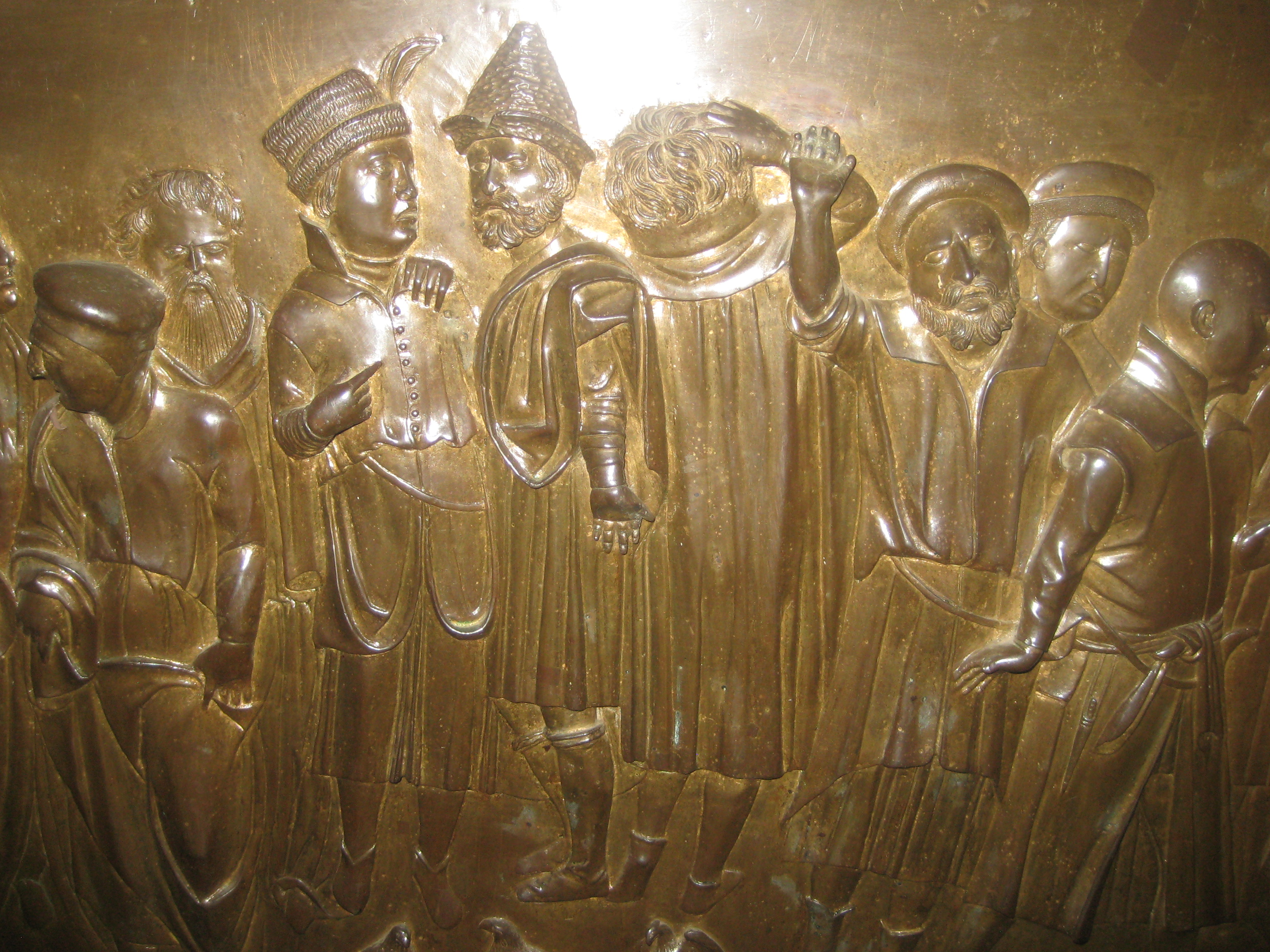
Fragment Lamentu

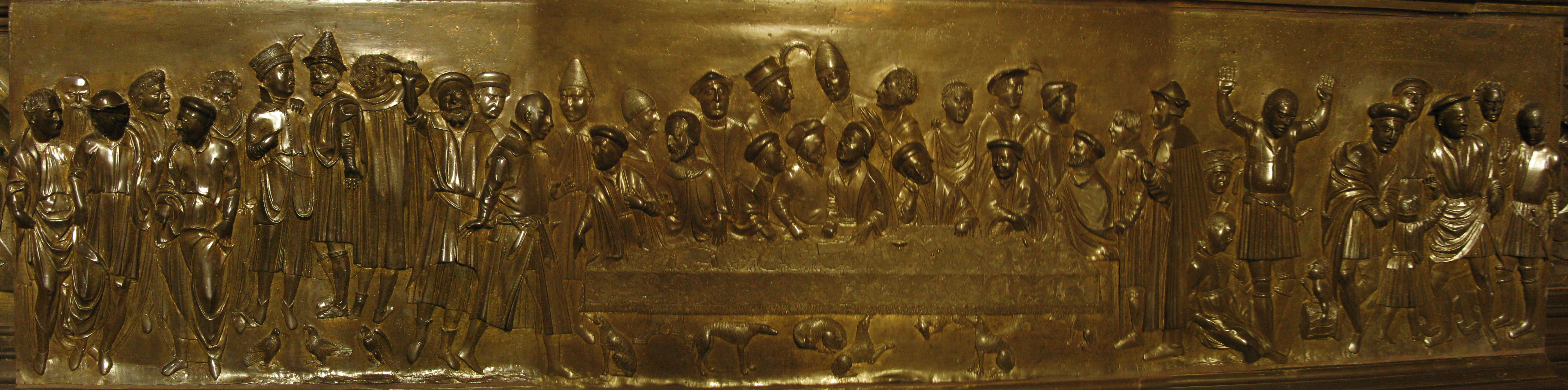
Lament Opatowski

Lament Opatowski – brązowa płaskorzeźba renesansowa, odlana w 1536 i umieszczona na cokole nagrobka kanclerza wielkiego koronnego Krzysztofa Szydłowieckiego w kolegiacie św. Marcina w Opatowie.
Nagrobek pochodzi z warsztatu Bartolommeo Berrecciego, jako współautora uważa się Jana (Giovanniego) Ciniego. Scena na płycie przedstawia 41 postaci (m.in. być może króla Polski Zygmunta I Starego), które wstają właśnie od uczty poruszone wiadomością o śmierci kanclerza. Postać centralna nie przypomina króla strojem ani wyglądem. Być może scena rodzajowa ma charakter nie dosłowny, ale alegoryczny. Realizm i różnorodność przedstawionych fizjonomii wskazują, że być może autor płaskorzeźby był współpracującym z włoskim warsztatem medalierem.